# Jöslein

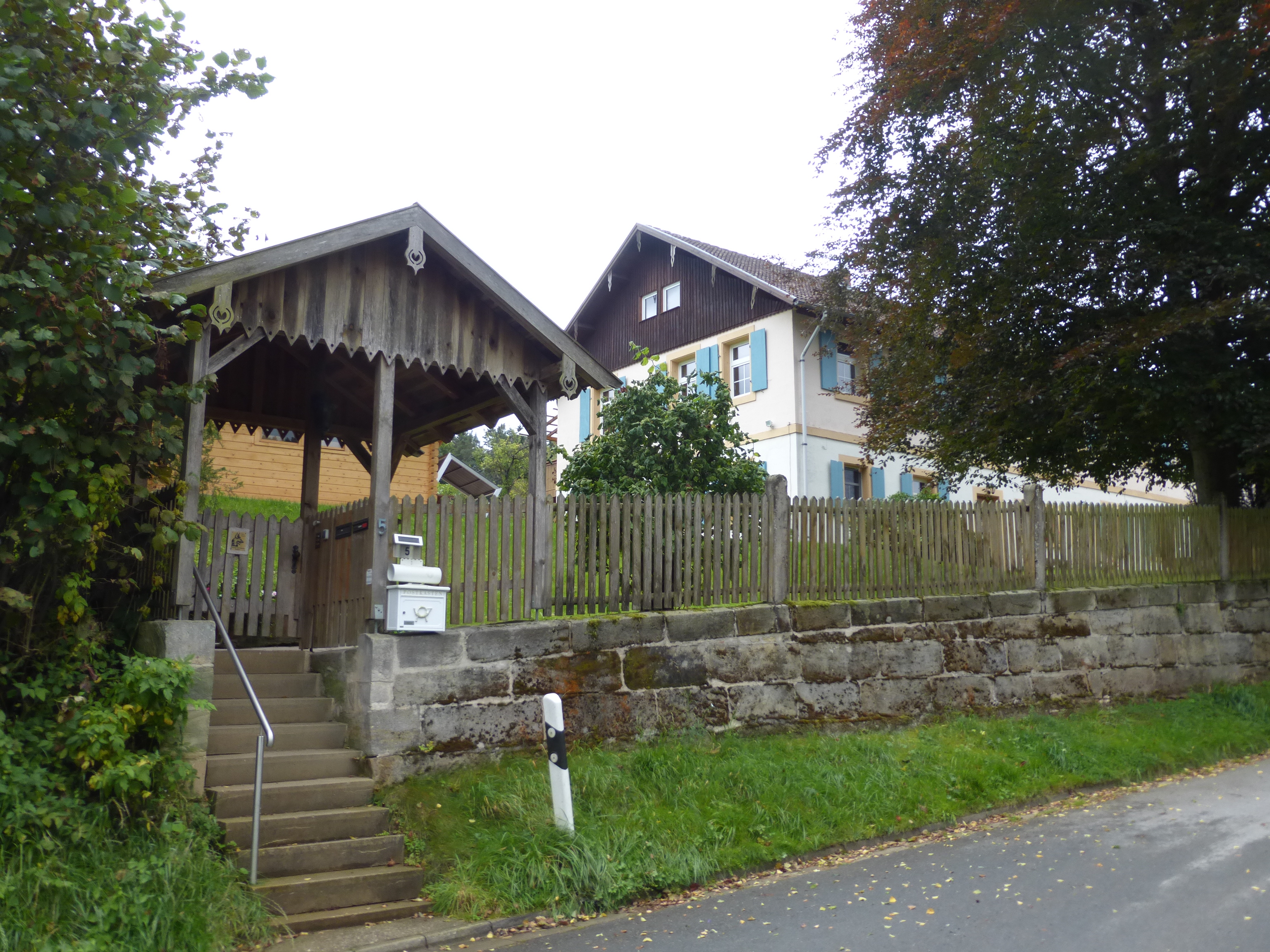
Ehemaliges markgräfliches Jagdschloss

Jöslein (oberfränkisch: Gisla) ist ein Gemeindeteil der Gemeinde Neudrossenfeld im Landkreis Kulmbach (Oberfranken, Bayern). Jöslein liegt in der Gemarkung Muckenreuth.

## Geographie
Das Dorf besteht aus drei Einzelsiedlungen, die sich um den Rottelbach, einem linken Zufluss des Roten Mains, gruppieren. Im Süden befindet sich das Amtsholz (früher Jösleinsforst genannt). Eine Gemeindeverbindungsstraße führt nach Sorg (1 km südöstlich) bzw. zur Staatsstraße 2189 bei Muckenreuth (0,8 km nördlich). Anliegerwege führen nach Rudolphsberg (0,3 km westlich) und nach Schlappach (0,5 km westlich).

## Geschichte
Der Ort wurde 1398 als „Gosler“ erstmals urkundlich erwähnt, 1421ff auch „Goeslern“ genannt. 1499 wurde der Ort erstmals als „Goeslein“ und 1692 erstmals als „Jöslein“ erwähnt. Das Grundwort ist wër (ahd. für Mann; Dativ Plural: werun) in der abgekürzten Form -er bzw. -erun, das Bestimmungswort ist guʒʒilîn (Diminutiv von ahd. guʒʒ für Gewässer). Demnach bedeutet der Ortsname bei den Leuten am kleinen Gewässer.
Jöslein bildete mit Schlappach eine Realgemeinde. Gegen Ende des 18. Jahrhunderts bestand Jöslein aus 5 Anwesen (2 Gütlein, 1 Sölde, 2 Häuser). Das Hochgericht übte das bayreuthische Stadtvogteiamt Bayreuth aus. Dieses hatte zugleich die Dorf- und Gemeindeherrschaft. Der Markgräfliche Lehenhof Bayreuth war Grundherr sämtlicher Anwesen. Außerdem gab es noch ein Forsthaus, das als herrschaftlicher Besitz dem Fürstentum Bayreuth direkt unterstand.
Von 1797 bis 1810 unterstand der Ort dem Justiz- und Kammeramt Bayreuth. Mit dem Gemeindeedikt wurde Jöslein dem 1811 gebildeten Steuerdistrikt Altenplos und der 1812 gebildeten gleichnamigen Ruralgemeinde zugewiesen. Mit dem Zweiten Gemeindeedikt (1818) wurde der Ort an die neu gebildete Ruralgemeinde Muckenreuth überwiesen. Am 1. Juli 1972 wurde Jöslein im Zuge der Gebietsreform in Bayern nach Neudrossenfeld eingegliedert.

### Baudenkmäler
- Haus Nr. 5: Ehemaliges markgräfliches Jagdschloss

### Einwohnerentwicklung
| Jahr      | 001818 | 001861 | 001871 | 001885 | 001900 | 001925 | 001950 | 001961 | 001970 | 001987 |
| Einwohner | *      | 59     | 70     | 60     | 60     | 38     | 72     | 59     | 48     | 46     |
| Häuser    | *      |        |        | 10     | 10     | 10     | 11     | 11     |        | 13     |
| Quelle    | [ 8 ]  | [ 11 ] | [ 12 ] | [ 13 ] | [ 14 ] | [ 15 ] | [ 16 ] | [ 17 ] | [ 18 ] | [ 1 ]  |

## Religion
Jöslein ist seit der Reformation evangelisch-lutherisch geprägt und nach Neudrossenfeld gepfarrt.